# Mono (platforma)
Mono je open-source projekt vedený společnosti Xamarin, dcerou Microsoftu (dříve firmou Ximian). Jeho cílem je vytvořit sadu nástrojů kompatibilních s prostředím .NET, které splňují standardy ECMA (Ecma-334 a Ecma-335). K těmto nástrojům patří i překladač jazyka C# a Common Language Runtime. Mono může běžet na počítačích s operačními systémy GNU/Linux, FreeBSD, UNIX, macOS, Solaris a MS Windows.
Za projektem po celou dobu stojí Mexičan Miguel de Icaza, zaměstnanec Microsoftu (zodpovědný mj. i za projekt Mono) a někdejší zakladatel společnosti Ximian (poté pracoval pro Novell).

## Historie
Autor se zajímal o technologii .NET prakticky již od jejího vydání v prosinci 2000. Poté, co zkoumal interpret bajtkódu, zjistil, že nikde nejsou dostupné specifikace metadat. V únoru roku 2001 se poptával po chybějících informacích a ve stejné době začal pracovat na kompilátoru jazyka C#. Kompilátor psal rovněž v jazyce C#, aby si ho důkladně procvičil. V dubnu 2001 společnost ECMA publikovala chybějící informace, a tak na konferenci GUADEC (6. až 8. dubna 2001) mohl de Icaza předvést vlastnosti jeho kompilátoru (ten byl mimochodem schopen parsovat sám sebe).
Uvnitř společnosti Ximian mezitím vznikaly diskuze ohledně vývojových nástrojů pro zvýšení produktivity, tedy jak vytvářet více aplikací v kratší době, a tím i levněji. Po studii, zdali je vůbec možné takový plán provést, společnost Ximian přerozdělila zaměstnance. Tím vznikl Mono tým. Chybějící části nutné pro vývoj na platformě .NET tým doplnil vlastními, a tak se vyvinul Mono open source projekt. Vznik projektu byl oficiálně oznámen na konferenci O'Reilly 19. června 2001.
Logem projektu Mono je opičí tvář. Mono je totiž španělským výrazem právě pro opici. Ostatně logo příbuzné s opicí přímo zapadá do výčtu dalších. Sama společnost Ximian má ve svém hlavním symbolu bezocasou opici, podobně GNOME má jako znak otisk opičí tlapy nebo Bonobo projekt, který je pojmenovaný podle druhu šimpanze. V sekci FAQ projektu Mono je dokonce uvedeno „We like monkeys“ (česky „Máme rádi opice“).

## Verze a vývoj
Verze 2.10.8 z 19. prosince 2011 poskytuje jádro API .NET Framework a podporuje Visual Basic .NET a C# verze 2.0, 3.0 a 4.0. Částí distribuce je i LINQ to Object a XML, ale již ne LINQ to SQL. C# 4.0 je v této verzi výchozí mód kompilátoru. Windows Forms verze 2.0 je částečně podporován, nicméně z důvodu zastaveného vývoje je jeho podpora nekompletní.
Cílem MONO je plná podpora vlastností .NET Frameworku 4.0 kromě WPF, ADO.NET Entity Framework a WF, WCF pouze omezeně. Chybějící části projektu jsou vyvíjeny ve vlastním podprojektu se jménem Olive a je zatím ve stadiu experimentálního vývoje.
Open source implementace pluginu Silverlight [ˈsilvəˌlait], která se zde nazývá Moonlight [ˈmuːnˌlait], je již vyřešena a podporována od verze 1.9. Moonlight 1.0, který podporuje API ze Silverlight 1.0, bylo vydané 20. ledna 2009. Jeho verze 2.0, které zahrnuje podporu pro Silverlight 2.0 a některé prvky z 3.0, byla vydána v prosinci 2009.
Po roce 2020 je ukončen vývoj MS Silverlight a je upouštěno od jeho použití. Celá koncepce efektivního prostředí pro tvorbu webu se tak zaměřuje na využití nativní specifikace HTML5.

## Měsíční svit
Od verze Mono 1.9 je zahrnuta open-source implementace Microsoft Silverlight, nazvaná Moonlight. Moonlight 1.0, který podporuje rozhraní API Silverlight 1.0, byl vydán 20. ledna 2009. Moonlight 2.0 podporuje Silverlight 2.0 a některé funkce Silverlight 3.0. Předběžná verze Moonlight 3.0 byla oznámena v únoru 2010 a obsahuje aktualizace podpory Silverlight 3.
Projekt Moonlight byl opuštěn 29. května 2012. Podle Miguela osud projektu zpečetily dva faktory: Microsoft přidal „umělá omezení“, která jej „učinila nepoužitelným pro programování na desktopu“, a technologie se na webu dostatečně neprosadila. Navíc samotný Silverlight byl v roce 2012 zavržen Microsoftem.

## Komponenty projektu
Mono se skládá ze tří částí:
Komponenty jádraKomponenty jádra zahrnují kompilátor jazyka C#, virtuální stroj, a základní třídy knihoven. Tyto komponenty jsou založené na standardech Ecma-334 a Ecma-335.
Vývojový balík Mono/Linux/GNOMEVývojový balík Mono/Linux/GNOME v součinnosti s existujícími knihovnami GNOME a Free a open-source knihovnami nabízí nástroje pro vývoj aplikací. Zahrnují Gtk# pro návrhy GUI, Mozilla knihovny pro práci s renderovacím enginem Gecko, Unixové knihovny, knihovny pro spojení s databází, bezpečnostní balík a editor XML schémat RELAX NG, Gtk# dovoluje, aby se aplikace tvořené v projektu Mono mohly plnohodnotně zaintegrovat do GNOME prostředí, stejným způsobem jako nativní aplikace. Knihovny pro práci s databázemi umožňují spojení s typy jako MySQL, SQLite, PostgreSQL, Firebird, Open Database Connectivity (ODBC), Microsoft SQL Server (MSSQL), Oracle, objektově orientované databázi db40 a dalšími.
Balík pro kompatibilitu s Microsoft WindowsTento balík umožňuje přenos aplikací z prostředí Windows .NET na Linux. Kromě dalších částí obsahuje ADO.NET, ASP.NET a Windows.Forms.

## Mono for the Unreal Engine 4
Dne 23. 10. 2014 Miguel de Icaza oznámil Mono pro Unreal Engine 4.